# Ciledug Lor
Ciledug Lor is een bestuurslaag in het regentschap Cirebon van de provincie West-Java, Indonesië. Ciledug Lor telt 3142 inwoners (volkstelling 2010).